# Claire Foy
Claire Elizabeth Foy (Stockport, 16 april 1984) is een Engelse actrice. Ze speelt onder meer de titelrol in de televisieserie Little Dorrit (2008) en de rol van Anna in de film Season of the Witch (2011). Tevens vertolkt ze de rol van Elizabeth II in The Crown (2016). Voor deze rol won ze in 2017 een Golden Globe voor beste actrice in een dramaserie. Een jaar later won Foy een Emmy.

## Biografie
Foy werd geboren in Stockport, maar groeide op in Manchester en Leeds. Ze is de jongste uit een familie met drie kinderen. Toen ze met haar familie verhuisde naar Longwick, bezocht ze daar de Aylesbury High School. Daarna ging ze naar de Liverpool John Moores University, waar ze drama en film studeerde. Ze bezocht één jaar de Oxford School of Drama. Foy studeerde af in 2007 en verhuisde naar Peckham om daar een huis te delen met vijf vrienden van de dramaschool.
Foy was van 2014 tot 2018 gehuwd met acteur Stephen Campbell Moore. Ze kreeg met hem één dochter.

## Filmografie
- Bibsys: 10019576
- Biblioteca Nacional de España: XX5810455
- Bibliothèque nationale de France: cb16513277x (data)
- CiNii: DA19488592
- Gemeinsame Normdatei: 1066492425
- International Standard Name Identifier: 0000 0001 1952 4291
- Library of Congress Control Number: no2009075035
- Nationale Bibliotheek van Letland: 000312122
- Nationale Bibliotheek van Tsjechië: xx0200195
- Nationale Bibliotheek van Israël: 987007388204405171
- Nederlandse Thesaurus van Auteursnamen: 352055464
- Système universitaire de documentation: 154897736
- Virtual International Authority File: 88510369
- WorldCat: E39PBJgmGPch3JypPMPwq3vbVC